# Мелкий пакет

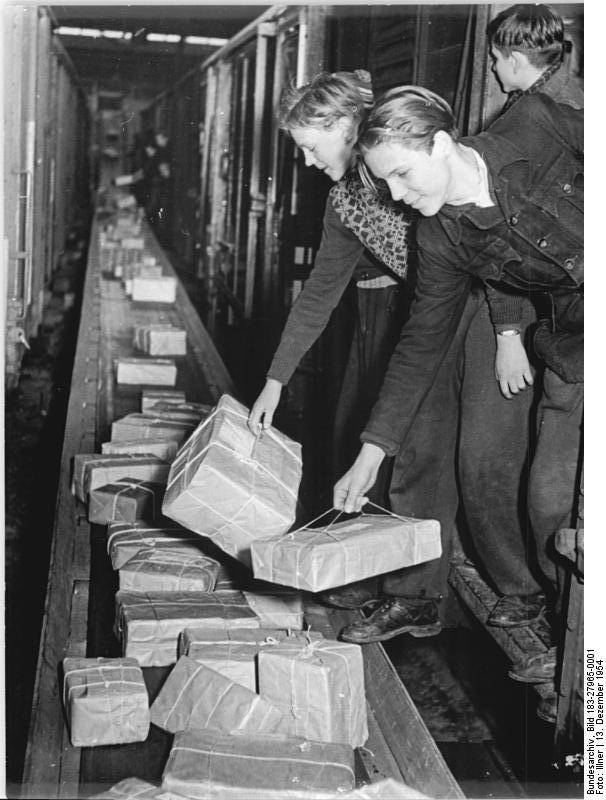
Почтовая транспортировка рождественских мелких пакетов (Лейпциг, 1954)

Мелкий пакет (фр. petit paquet, англ. small packet, исп. pequeño paquete) — международное почтовое отправление, обычно содержащее образцы товаров или небольшие предметы.

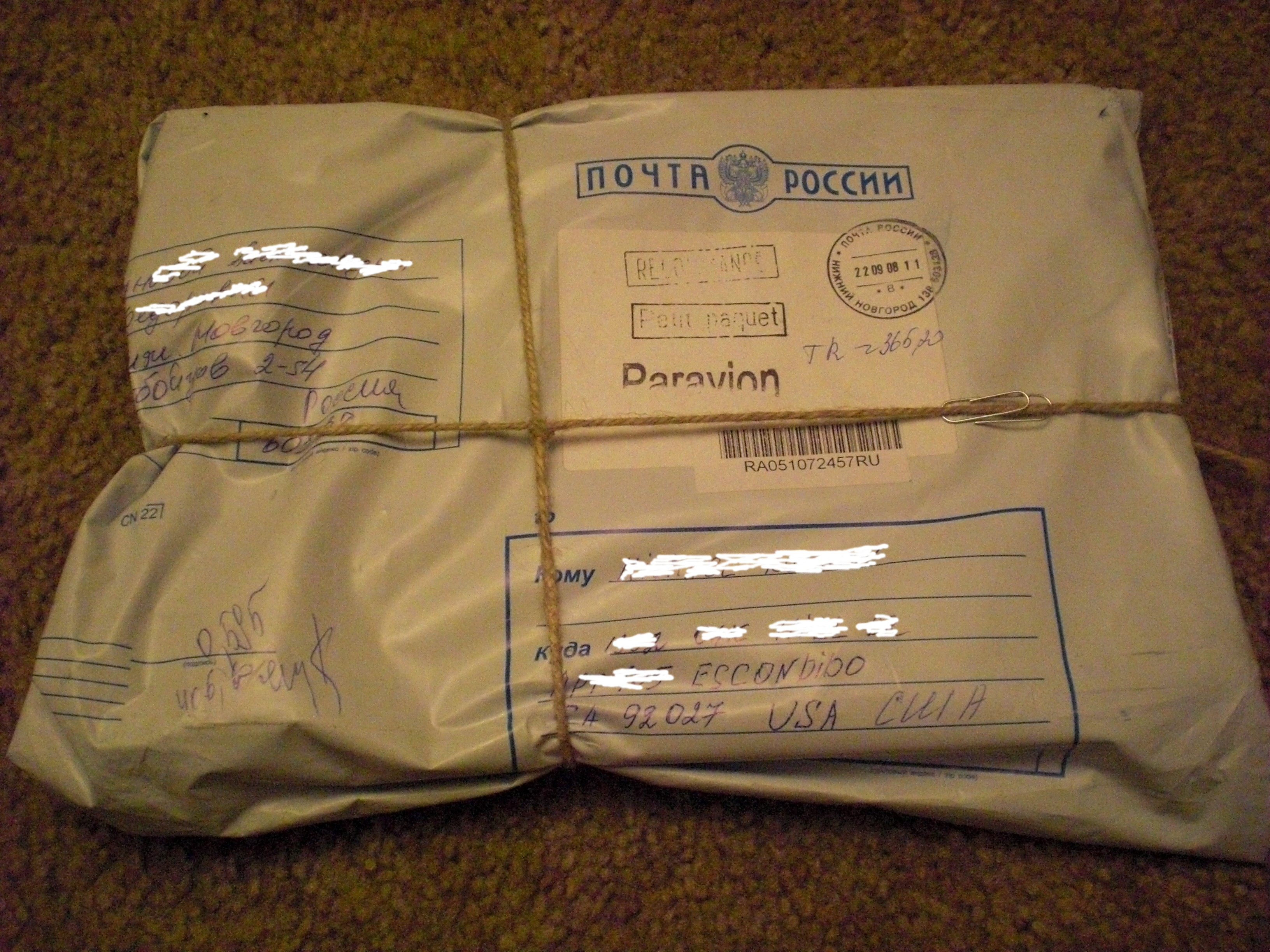
Международная бандероль «Почты России» (без таможенного оформления), помеченная дополнительными штемпелями: «Recommandé» («Заказное»), «Petit Paquet» («Мелкий пакет») и «Par Avion» («Авиа»)

## Описание
Этот вид почтового отправления относится к письменной корреспонденции (соответственно, поддерживая оплату знаками почтовой оплаты) и включен в Регламент письменной корреспонденции Всемирного Почтового Союза. Как правило, максимальный допустимый вес меньше, чем у бандероли или посылки, и ограничен 2 кг. Как и для всей письменной корреспонденции, в отношении мелких пакетов никакой специальной заделки не требуется. Такие отправления могут быть вскрыты для проверки пересылаемого в них вложения (Регламент письменной корреспонденции РК. 124 п.6.3).
Отправка и получение мелких пакетов возможна только со странами, поддерживающими этот вид почтового отправления. Подлежат таможенному оформлению.
Мелкий пакет следует отличать от международной бандероли (англ. printed matter), которая может содержать только печатную продукцию (газеты, журналы, книги, проспекты и т. п.), деловые бумаги и аудиовизуальные носители, не подлежащие таможенному оформлению.